# أسلحة ريمينغتون
ريمينغتون آرمز أو أسلحة ريمينغتون (بالإنجليزية: Remington Arms Company, LLC)، هي شركة أمريكية لصناعة لأسلحة النارية والذخائر في الولايات المتحدة. تأسست في عام 1816 من قبل إليفاليت ريمينغتون في إيليون، في نيويورك، باسم إي. ريمينغتون وأولاده (E. Remington and Sons). وتعتبر ريمينغتون أقدم صانع بنادق أمريكي وكذلك "أقدم مصنع في أمريكا لا يزال يصنع البنادق"." وهي أكبر منتج أمريكي للبنادق. أيضا، فأن ريمينغتون قد طورت وعدلت وطرحت خراطيش ذخيرة أكثر من أي صانع بنادق أخر أو مُصنع للذخيرة في العالم. ويتم توزيع منتجاتها في أكثر من 60 دولة أجنبية، مما يجعل قاعدة توزيعها وتوافرها أوسع من منافسيها.

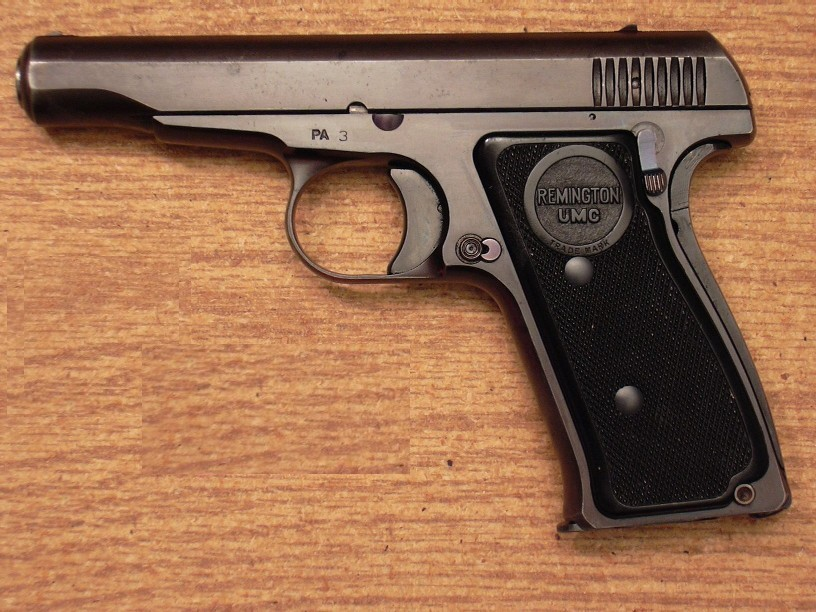
ريمنغتون بيدرسن 51

ريمينغتون آرمز هي جزء من مجموعة فريدوم قروب، التي تملكها سيربيروس كابيتال مانجمنت. وبنت ريمينغتون مصنع جديد في هانتسفيل، بولاية ألاباما، لصناعة بنادق رياضية حديثة والبندقية ريمينغتون 1911.

## الإفلاس

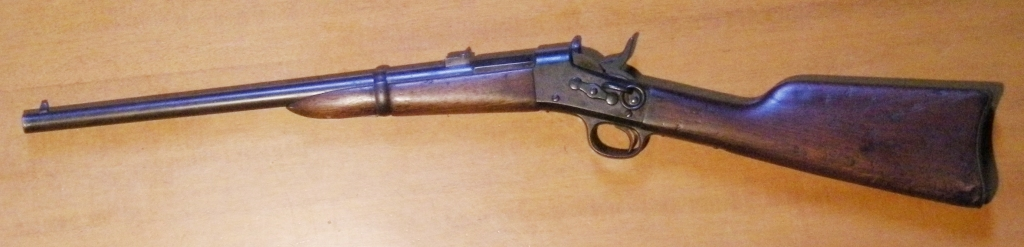
مسدس ريمينغتون من 1867

قدمت «ريمينغتون»، أقدم شركة صناعة أسلحة أمريكية، طلبا لإشهار إفلاسها، مبينة أن تقديم الطلب يعود إلى تراكم ديونها وانخفاض حجم مبيعاتها بنحو 30% في 2017، مقارنة مع 2016.
ولا تعتزم الشركة الأمريكية، التي تأسست في عام 1812، إيقاف إنتاج الأسلحة، وإنما تهدف من تقديم طلب الإفلاس إلى تخفيض حجم ديونها بنحو 700 مليون دولار.
واسم شركة «ريمينغتون» كان على مدى قرنين من الزمان يتربع على عرش صانعي البنادق بأنواعها المختلفة، حيث كانت تعمل على تأمين سوق بيع السلاح الناري في البلاد، فضلا عن تزويد قوات الجيش الأمريكي بالأسلحة المطلوبة.
يذكر أن «ريمينغتون» كانت من أهم الشركات التي ضخت كميات كبيرة من السلاح في الحرب الأهلية الأمريكية وخلال الحربين العالميتين الأولى والثانية.
وتنوي مجموعة"Cerberus Cabital Managment"، المالكة الحالية لـ«ريمينغتون» التخلي عن ملكية الشركة بعد إتمام إجراءات الإفلاس.

يشار هنا إلى أن الولايات المتحدة شهدت مؤخرا مسيرات تطالب بتشديد ضوابط امتلاك الأسلحة النارية، وذلك على خلفية ازدياد حوادث إطلاق النار في المدارس.

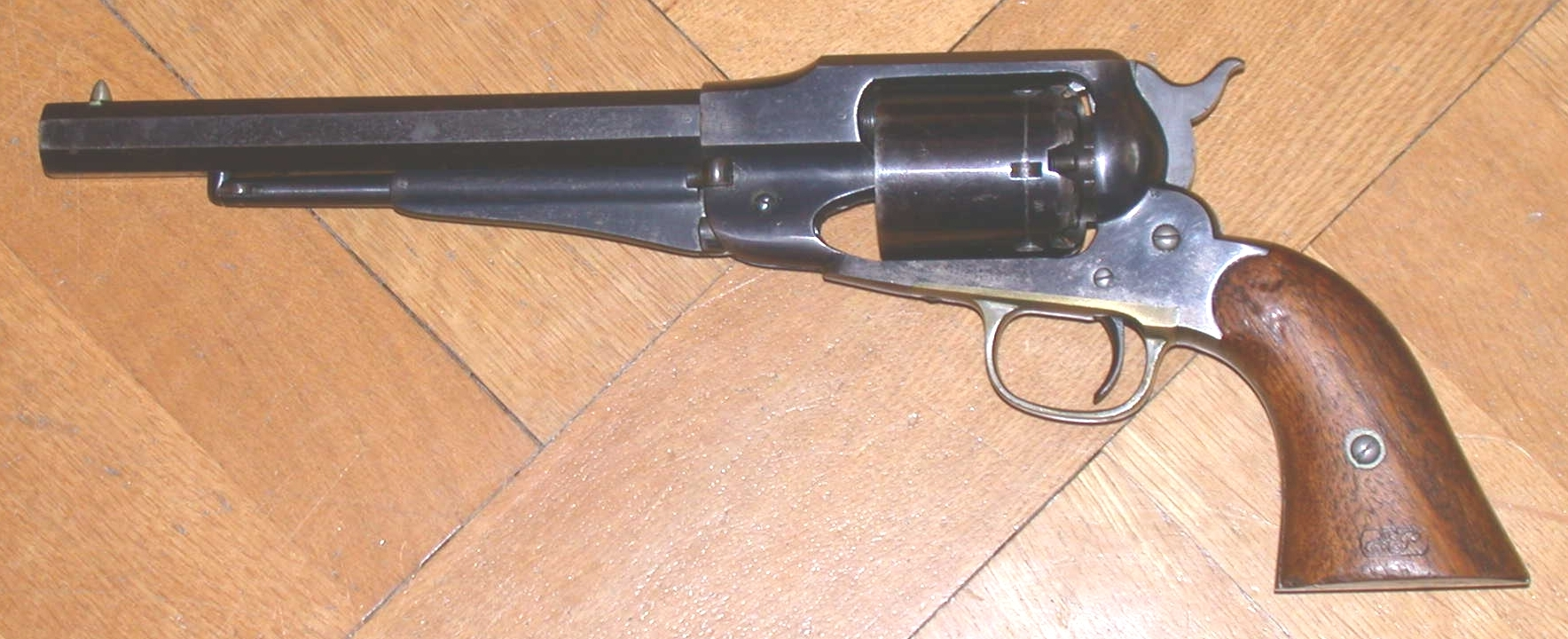
مسدس ريمينغتون استخدم في الجيش، صنع في الفترة 1863-1875

## روابط خارجية
- الموقع الرسمي
- Remington Law Enforcement & Federal Agencies
- Remington Military Products Division

قالب:Remington Cartridges Firearmsقالب:Freedom Group
قالب:Cerberus Capital Management